# 서랍

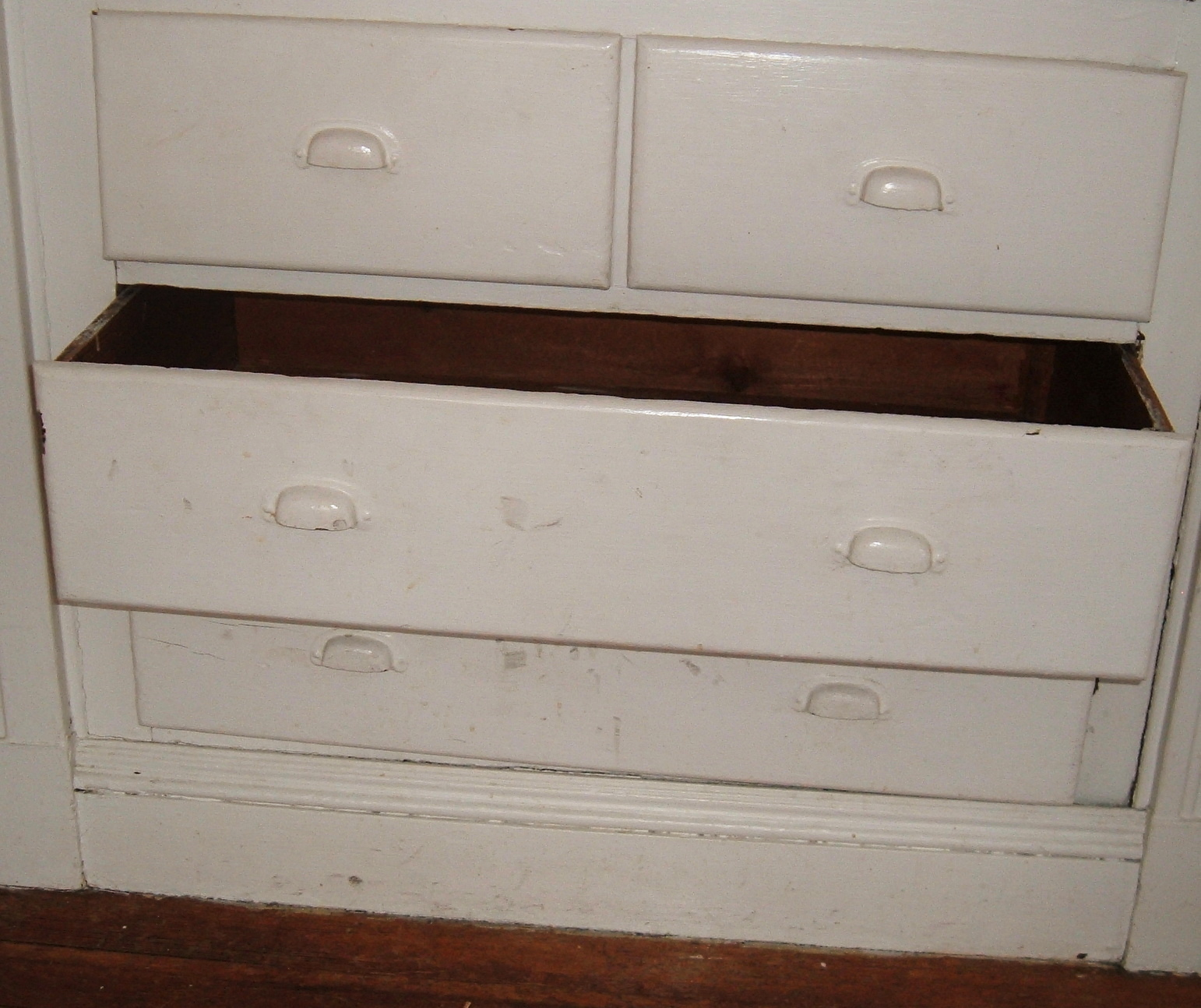
서랍

서랍(문화어: 빼람)은 책상, 화장대 등에서 빼었다 끼울 수 있는 뚜껑이 없는 상자이다. 잡동사니를 보관하고 찾을 수 있게 해주는 가구의 하나이다. 서랍은 수많은 가구 형태로 만들어지는데, 여기에는 캐비넷, 여닫이 책상 등이 있다.

## 구성
서랍은 목재, 다양한 목재 복합재, 판금, 플라스틱 등 다양한 재료를 사용하여 다양한 방법으로 제작할 수 있다.
나무 서랍은 앞면이 완전하고 옆면의 끝결이 보이지 않도록 디자인되는 경우가 많다. 모서리는 추가적인 강도나 미적 아름다움을 위해 더브테일로 연결될 수 있으며, 조인트를 숨기기 위해 전면 모서리에 하프 블라인드 더브테일 조인트를 사용할 수 있다. 서랍 바닥 부분을 부착하려면 세로 부분 4개에 홈을 파서 서랍 바닥을 삽입할 수 있다.

## 손잡이 및 잠금장치
일반적으로 하나 또는 두 개의 손잡이 또는 서랍 손잡이가 서랍 전면에 부착되어 인클로저에서 서랍을 쉽게 꺼낼 수 있다. 경우에 따라 서랍에는 앞면에 잘린 구멍이나 앞면 아래쪽에 손가락을 삽입할 수 있는 빈 공간을 포함하여 서랍을 당기는 다른 방법이 있을 수 있다.
일부 서랍은 잠글 수 있으며, 특히 서류 캐비넷과 책상 서랍의 경우 더욱 그렇다.

## 같이 보기
- 금전등록기